# Csömörlő
Csömörlő (románul Ciumărna)  település Romániában, Szilágy megyében.

## Fekvése
Szilágy megyében, Zilahtól keletre, Zilah és Alsóegregy között, a Meszes-hegység keleti lábánál, egy szűk völgyben fekvő település.

## Története
Csömörlő neve szláv eredetű szó, nevét az oklevelek 1460-ban említették először Chebernye néven, mint Dobokai János birtokát.
1473-ban Chemernye, 1558-ban Csemernye, 1722-ben Csömerlő-Nyárló néven írták nevét.
1460-ban Dobokai János zálogba adta Kusalyi Jakabfi Györgynek, majd 1461-ben Dobokai Miklósnak.
1467-ben Mátyás király Dobokai Miklós birtokát a Mindszenti család tagjainak adományozta.
1522-ig Dobokai Miklósé, akitől a falu felét Bélteki Drágffy János vette meg.
1558-ban Csömörlőt Izabella királynétól és János Zsigmondtól Bánffy Pál, Nyújtódi István, Tóth Mihály, Nagymihályi Anna és János, Kendi Katalin és Mihály, Szalánchi Dorottya és János és mindkét nembeli utódai kapták adományba.
1837-ben birtokosai voltak a Rédei, Kun grófok, Kabós, Titkos, Simándi, Incze, Décsei, Gazda, Medgyaszai, Szilágyi nemesek, Bánffy, Wesselényi bárók, Farkas, Miksa, Zombori, Katona  családok. 
1890-ben 597 lakosa volt, melyből 21 magyar, 572 oláh, 4 egyéb nyelvű, eebből 284 görögkatolikus, 281 görögkeleti, 20 református, 12 izraelita volt. A házak száma 126 volt.

## Nevezetességek
- Szent Mihály és Gábriel arkangyalok fatemplom

## Képgaléria

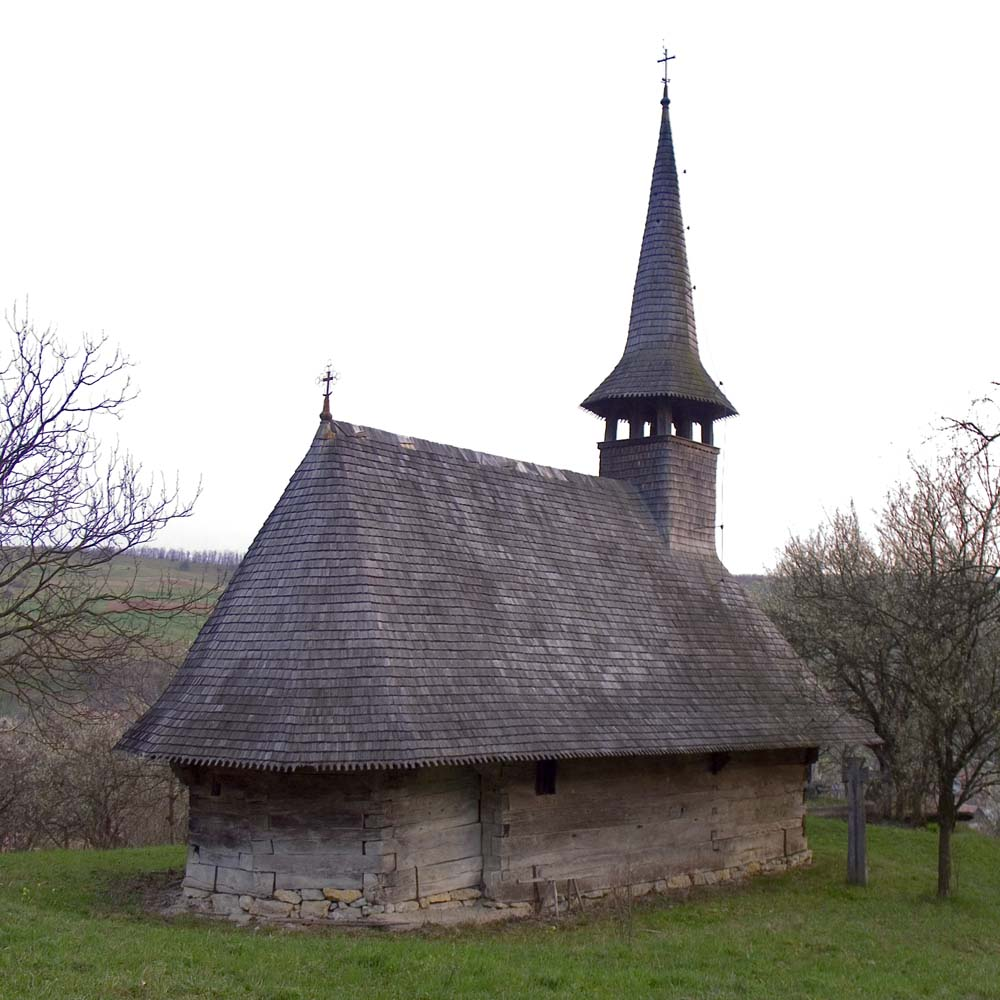
Csömörlő, a templom látképe
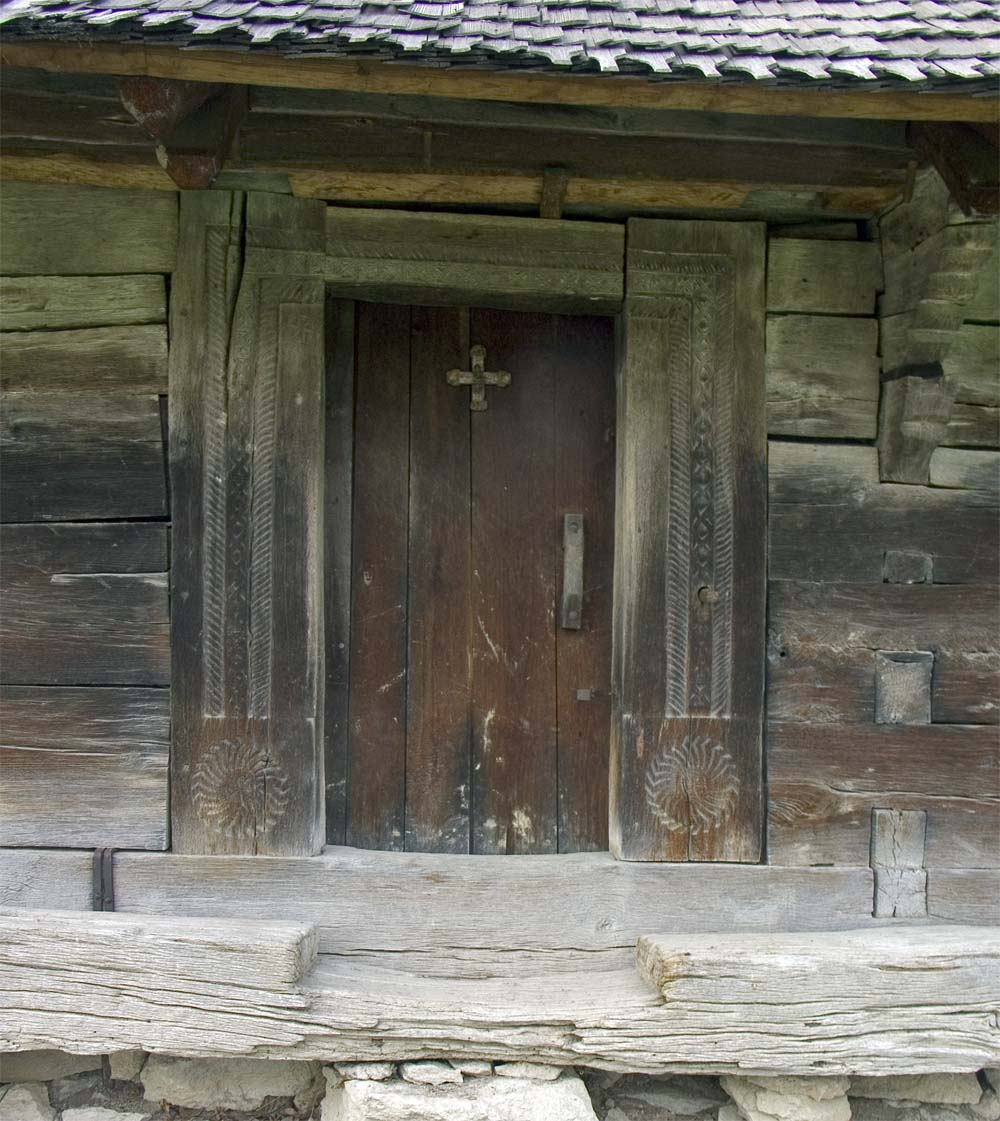
Ajtó
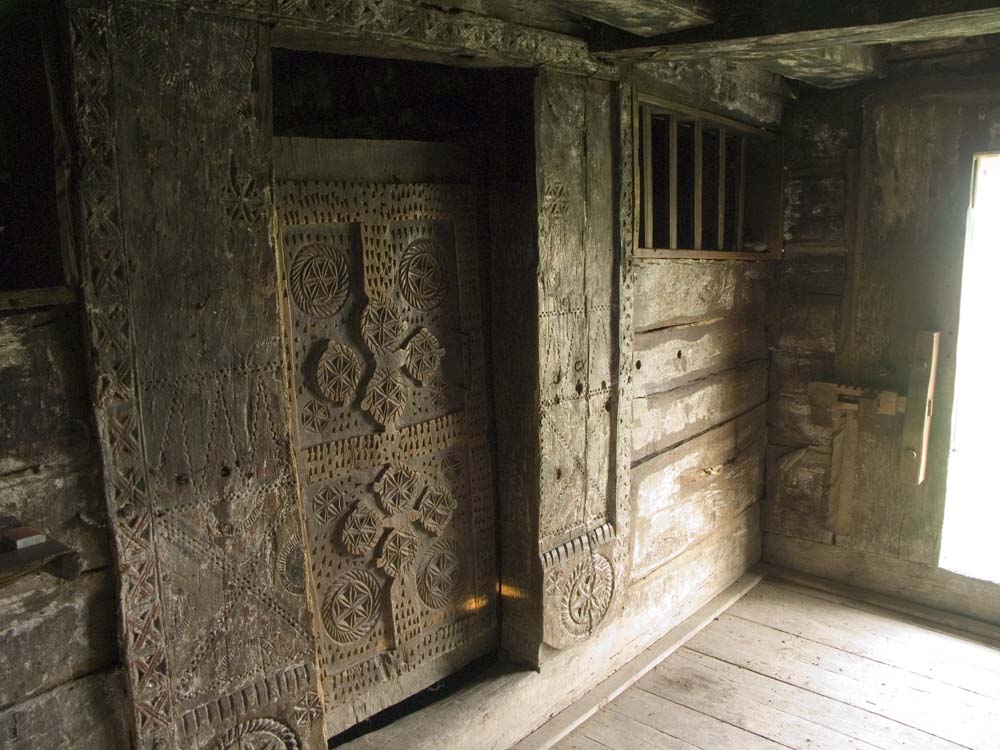
A templom gazdagon faragott bejárati ajtaja belülről
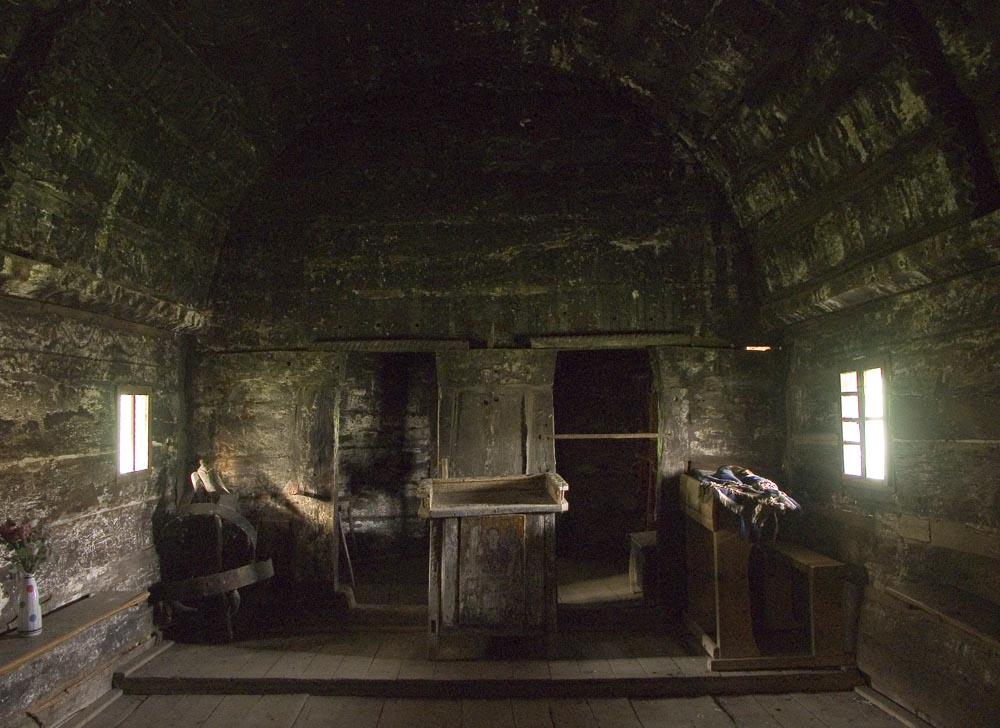
Templombelső